# Naumburger Weinbergrennen
Das Naumburger Weinbergrennen war bis 2011 eine Demonstrations- und Gleichmäßigkeitsfahrt für historische Automobile und Motorräder und war von 1977 bis 1988 ein echtes Bergrennen, welches seit 1979 als Lauf zur DDR-Meisterschaft im Straßenrennsport zählte. Aus alten Zeitungsberichten ist zu schließen, dass bereits in den 1920er-Jahren eine Gleichmäßigkeitswertung erfolgte.
Austragungsort ist die kurvenreiche Kreisstraße von Naumburg-Almrich nach Niedermöllern im Burgenlandkreis im südlichen Sachsen-Anhalt. Die Strecke wurde seit mindestens 1923 befahren. Anfänglich nur als Naumburger Bergrennen, seit 1977 als Naumburger Weinbergrennen. In den 1920er-Jahren hatte die Strecke noch eine Länge von 3300 m. Seit 1977 wird auf der gekürzten Strecke von 2400 m mit einem Höhenunterschied von 126 m gefahren. 1986 hatte das Weinbergrennen 10.000 Besucher.
Der Veranstalter des Naumburger Weinbergrennens war der Motorsportclub Naumburg e.V. im ADMV, unter seinen Vorsitzenden und Rennleitern Johann Heins (1977–1980), Christoph von Ledebur (1981–1988), Randy Röhlich (1997–2009) und Steven Schwengenbecher (2010–2011).
Zu den Teilnehmern am Rennen zählten unter anderen Peter Mücke, Ulli Melkus, Bernd Kasper, Klaus Schumann und Johannes Kehrer.